# Julien Benneteau
Julien Benneteau (Bourg-en-Bresse, 20 de desembre de 1981), és un exjugador professional de tennis francès.
Va destacar en esdeveniments de dobles masculins amb un total de dotze títols, arribant a ocupar el cinquè lloc del rànquing de dobles de l'ATP. Individualment no va aconseguir cap títol però va arribar a disputar deu finals sense èxit, arribant al 25è lloc del rànquing mundial. Entre els títols destaca el Roland Garros (2014) amb Édouard Roger-Vasselin, i també fou finalista a Wimbledon. També va aconseguir la medalla de bronze olímpica en dobles masculins en els Jocs Olímpics de Londrs 2012 junt a Richard Gasquet. Va guanyar la Copa Davis 2017 amb l'equip francès.
Tenia la intenció de retirar-se després del US Open 2018, però no tingué una bona actuació degut a una lesió, i després de preguntar-ho al capità de l'equip francès de la Copa Davis, va poder participar en les semifinals d'aquesta competició contra l'equip espanyol i hi va col·laborar amb la victòria en el partit de dobles.

## Biografia
Fill d'Andre i Laurence, té un germà més jove, Antoine, i dues germanes, Dominique i Marie-Sophie.
Es va casar amb Karen el 22 de juliol de 2017, van tenir un fill anomenat Ayrton (2015).

## Torneigs de Grand Slam

### Dobles masculins: 2 (1−1)
| Resultat  | Núm. | Any  | Torneig       | Parella                | Oponents                            | Marcador         |
| --------- | ---- | ---- | ------------- | ---------------------- | ----------------------------------- | ---------------- |
| Guanyador | 1.   | 2014 | Roland Garros | Édouard Roger-Vasselin | Marcel Granollers Marc López        | 6−3, 7−6(1)      |
| Finalista | 1.   | 2016 | Wimbledon     | Édouard Roger-Vasselin | Pierre-Hugues Herbert Nicolas Mahut | 6−4, 7−6(1), 6−3 |

## Jocs Olímpics

### Dobles masculins
| Any  | Campionat                          | Parella         | Oponents                     | Resultat    |
| ---- | ---------------------------------- | --------------- | ---------------------------- | ----------- |
| 2012 | Jocs Olímpics, Londres, Regne Unit | Richard Gasquet | David Ferrer Feliciano López | 7−6(4), 6−2 |

## Palmarès

### Individual: 10 (0−10)
| Llegenda (pre/post 2009)                                 |
| -------------------------------------------------------- |
| Grand Slams (0−0)                                        |
| Tennis Masters Cup / ATP Finals (0−0)                    |
| ATP Masters Series / ATP World Tour Masters 1000 (0−0)   |
| ATP International Series Gold / ATP World Tour 500 (0−1) |
| ATP International Series / ATP World Tour 250 (0−9)      |

| Títols per superfície |
| --------------------- |
| Dura (0−7)            |
| Gespa (0−0)           |
| Terra batuda (0−2)    |
| Moqueta (0−1)         |

| Resultat  | Núm. | Data                   | Torneig                     | Superfície   | Oponent                | Marcador         |
| --------- | ---- | ---------------------- | --------------------------- | ------------ | ---------------------- | ---------------- |
| Finalista | 1.   | 25 de maig de 2008     | Casablanca, Marroc          | Terra batuda | Gilles Simon           | 5−7, 2−6         |
| Finalista | 2.   | 26 d'octubre de 2008   | Lió, França                 | Moqueta (i)  | Robin Söderling        | 3−6, 7−6(5), 1−6 |
| Finalista | 3.   | 23 de maig de 2009     | Kitzbühel, Àustria          | Terra batuda | Guillermo García López | 6−3, 6−7(1), 3−6 |
| Finalista | 4.   | 21 de febrer de 2010   | Marsella, França            | Dura (i)     | Michaël Llodra         | 3−6, 4−6         |
| Finalista | 5.   | 27 d'agost de 2011     | Winston-Salem, Estats Units | Dura         | John Isner             | 6−3, 3−6, 4−6    |
| Finalista | 6.   | 15 de gener de 2012    | Sydney, Austràlia           | Dura         | Jarkko Nieminen        | 2−6, 5−7         |
| Finalista | 7.   | 30 de setembre de 2012 | Kuala Lumpur, Malàisia      | Dura (i)     | Juan Mónaco            | 5−7, 6−4, 3−6    |
| Finalista | 8.   | 17 de febrer de 2013   | Rotterdam, Països Baixos    | Dura (i)     | Juan Martín del Potro  | 6−7(2), 3−6      |
| Finalista | 9.   | 29 de setembre de 2013 | Kuala Lumpur (2)            | Dura (i)     | João Sousa             | 6−2, 5−7, 4−6    |
| Finalista | 10.  | 28 de setembre de 2014 | Kuala Lumpur (3)            | Dura (i)     | Kei Nishikori          | 6−7(4), 4−6      |

### Dobles masculins: 21 (12−9)
| Llegenda (pre/post 2009)                                 |
| -------------------------------------------------------- |
| Grand Slams (1−1)                                        |
| Tennis Masters Cup / ATP Finals (0−0)                    |
| ATP Masters Series / ATP World Tour Masters 1000 (2−4)   |
| ATP International Series Gold / ATP World Tour 500 (1−2) |
| ATP International Series / ATP World Tour 250 (8−2)      |

| Títols per superfície |
| --------------------- |
| Dura (9−5)            |
| Gespa (0−2)           |
| Terra batuda (2−1)    |
| Moqueta (1−1)         |

| Resultat  | Núm. | Data                   | Torneig                     | Superfície   | Parella                | Oponents                             | Marcador             |
| --------- | ---- | ---------------------- | --------------------------- | ------------ | ---------------------- | ------------------------------------ | -------------------- |
| Guanyador | 1.   | 5 d'octubre de 2003    | Metz, França                | Dura (i)     | Nicolas Mahut          | Michaël Llodra Fabrice Santoro       | 7−6(2), 6−3          |
| Finalista | 1.   | 12 d'octubre de 2003   | Lió, França                 | Moqueta (i)  | Nicolas Mahut          | Jonathan Erlich Andy Ram             | 1−6, 3−6             |
| Guanyador | 2.   | 30 d'octubre de 2006   | Lió                         | Moqueta (i)  | Arnaud Clément         | František Čermák Jaroslav Levinský   | 6−2, 6−7(3), [10−7]  |
| Finalista | 2.   | 22 d'abril de 2007     | Montecarlo, Mònaco          | Terra batuda | Richard Gasquet        | Bob Bryan Mike Bryan                 | 2−6, 1−6             |
| Guanyador | 3.   | 9 de març de 2008      | Las Vegas, Estats Units     | Dura         | Michaël Llodra         | Bob Bryan Mike Bryan                 | 6−4, 4−6, [10−8]     |
| Guanyador | 4.   | 18 d'octubre de 2009   | Xangai, Xina                | Dura         | Jo-Wilfried Tsonga     | Mariusz Fyrstenberg Marcin Matkowski | 6−2, 6−4             |
| Guanyador | 5.   | 1 de novembre de 2009  | Lió (2)                     | Dura (i)     | Nicolas Mahut          | Arnaud Clément Sébastien Grosjean    | 6−4, 7−6(6)          |
| Guanyador | 6.   | 21 de febrer de 2010   | Marsella, França            | Dura (i)     | Michaël Llodra         | Julian Knowle Robert Lindstedt       | 6−4, 6−3             |
| Finalista | 3.   | 15 d'agost de 2010     | Toronto, Canadà             | Dura         | Michaël Llodra         | Bob Bryan Mike Bryan                 | 5−7, 3−6             |
| Finalista | 4.   | 20 de febrer de 2011   | Marsella                    | Dura (i)     | Jo-Wilfried Tsonga     | Robin Haase Ken Skupski              | 3−6, 7−6(4), [11−13] |
| Finalista | 5.   | 13 de novembre de 2011 | París, França               | Dura (i)     | Nicolas Mahut          | Rohan Bopanna A-u-H. Qureshi         | 2−6, 4−6             |
| Guanyador | 7.   | 21 d'abril de 2013     | Montecarlo                  | Terra batuda | Nenad Zimonjić         | Bob Bryan Mike Bryan                 | 4−6, 7−6(4), [14−12] |
| Guanyador | 8.   | 4 d'agost de 2013      | Washington DC, Estats Units | Dura         | Nenad Zimonjić         | Mardy Fish Radek Štěpánek            | 7−6(5), 7−5          |
| Guanyador | 9.   | 23 de febrer de 2014   | Marsella (2)                | Dura (i)     | Édouard Roger-Vasselin | Paul Hanley Jonathan Marray          | 4−6, 7−6(6), [13−11] |
| Guanyador | 10.  | 8 de juny de 2014      | Roland Garros, França       | Terra batuda | Édouard Roger-Vasselin | Marcel Granollers Marc López         | 6−3, 7−6(1)          |
| Finalista | 6.   | 5 d'octubre de 2014    | Pequín, Xina                | Dura         | Vasek Pospisil         | Jean-Julien Rojer Horia Tecău        | 6−7(6), 7−5, [10−5]  |
| Finalista | 7.   | 12 d'octubre de 2014   | Xangai                      | Dura         | Édouard Roger-Vasselin | Bob Bryan Mike Bryan                 | 3−6, 6−7(1)          |
| Finalista | 8.   | 10 de juliol de 2016   | Wimbledon, Regne Unit       | Gespa        | Édouard Roger-Vasselin | P-H. Herbert Nicolas Mahut           | 4−6, 6−7(1), 3−6     |
| Guanyador | 11.  | 26 de febrer de 2017   | Marsella (3)                | Dura (i)     | Nicolas Mahut          | Robin Haase Dominic Inglot           | 6−4, 6−7(9), [10−5]  |
| Finalista | 9.   | 25 de juny de 2017     | Londres, Regne Unit         | Gespa        | Édouard Roger-Vasselin | Jamie Murray Bruno Soares            | 2−6, 3−6             |
| Guanyador | 12.  | 24 de setembre de 2017 | Metz (2)                    | Dura (i)     | Édouard Roger-Vasselin | Wesley Koolhof Artem Sitak           | 7−5, 6−3             |

## Trajectòria

### Individual
| Open d'Austràlia | A   | A   | A   | 1R  | A     | 1R   | 3R    | 1R    | 1R    | 1R    | 2R    | A     | 3R    | 3R    | 2R    | 1R  | 1R   | Q3    | 3R   | 0 / 13    | 10 – 13   |
| Roland Garros | A   | A   | 1R  | 1R  | 3R    | 1R   | QF    | 1R    | 4R    | 1R    | 2R    | 2R    | 3R    | 3R    | 1R    | A   | 1R   | 1R    | 2R   | 0 / 16    | 16 – 16   |
| Wimbledon | A   | A   | A   | A   | 2R    | 1R   | 2R    | 1R    | 1R    | 1R    | 4R    | 2R    | 3R    | 2R    | 1R    | A   | 2R   | 1R    | 2R   | 0 / 14    | 11 – 14   |
| US Open | A   | A   | A   | 1R  | 1R    | A    | 1R    | 1R    | 1R    | 3R    | 2R    | 3R    | 3R    | 3R    | 1R    | A   | 1R   | 1R    | 2R   | 0 / 14    | 10 – 14   |
| Total Victòries−Derrotes | 0−0 | 1−1 | 0−2 | 3−7 | 14−15 | 5−18 | 24−22 | 22−28 | 22−20 | 26−28 | 26−19 | 21−21 | 27−23 | 27−25 | 26−24 | 1−5 | 7−14 | 13−14 | 8−11 | 273 – 297 | 273 – 297 |
| Rànquing a final d'any | 420 | 271 | 253 | 138 | 65    | 165  | 40    | 68    | 43    | 46    | 44    | 52    | 34    | 35    | 25    | 527 | 131  | 56    | 140  |           |           |
| Llegenda: G: Guanyador; F: Finalista; SF: Semifinalista; QF: Quarts de final; Q: Qualificació; A: Absent; RR: Round Robin; NC: No celebrat |     |     |     |     |       |      |       |       |       |       |       |       |       |       |       |     |      |       |      |           |           |

### Dobles masculins
| Open d'Austràlia | A   | A   | A   | A  | 2R | 2R | 1R | QF | 3R | 1R | 2R | A  | 1R | 3R | 3R | QF  | 1R | 2R | 1R  | 0 / 14 | 16 – 14 |
| Roland Garros | 2R  | 1R  | 2R  | 2R | 1R | 1R | QF | 2R | A  | 3R | 3R | 3R | A  | 2R | G  | A   | QF | 1R | A   | 1 / 15 | 23 – 14 |
| Wimbledon | A   | A   | A   | A  | 2R | 1R | 1R | 1R | 3R | A  | QF | 2R | 1R | QF | QF | A   | F  | 2R | 1R  | 0 / 13 | 19 – 13 |
| US Open | A   | A   | A   | A  | SF | QF | 1R | SF | 2R | 1R | 2R | A  | QF | 2R | 1R | A   | 1R | QF | A   | 0 / 11 | 20 – 11 |
| Rànquing a final d'any | 200 | 304 | 268 | 94 | 50 | 59 | 67 | 26 | 48 | 32 | 38 | 52 | 97 | 26 | 5  | 124 | 35 | 45 | 326 |        |         |
| Llegenda: G: Guanyador; F: Finalista; SF: Semifinalista; QF: Quarts de final; Q: Qualificació; A: Absent; RR: Round Robin; NC: No celebrat |     |     |     |    |    |    |    |    |    |    |    |    |    |    |    |     |    |    |     |        |         |